# Nekrolog 3. Quartal 1973
Nekrolog
◄◄
| ◄
| 1969
| 1970
| 1971
| 1972
| 1973 | 1974 | 1975 | 1976 | 1977 | ► | ►►
1. Quartal |
2. Quartal |
3. Quartal |
4. Quartal 1973
Weitere Ereignisse | Allgemeiner Nekrolog 1973
Die Beschreibung der verstorbenen Person sollte so kurz wie möglich gehalten sein und nur deren signifikante Tätigkeit(en) enthalten.
Neue Namen ggf. auch unter dem Geburts- und Sterbedatum, also etwa unter 1. Januar und im Geburts- und Sterbejahr (2024) eintragen (nur bei entsprechender großer Wichtigkeit). Für Beispiele siehe die schon vorhandenen Artikel.
Außerdem über die fünf zuletzt Verstorbenen, zu denen es einen ausreichend guten Artikel für eine Präsentation auf der Hauptseite gibt, nach der todesbedingten Überarbeitung der Artikel ggf. auch unter Wikipedia Diskussion:Hauptseite informieren und sie am besten auch in den anderen Wikipedia-Sprachversionen eintragen. Tipp: Regelmäßig bei news.google.de nach „ist tot“, „gestorben“ oder „verstorben“ suchen.
Wenn eine Person gestorben ist, gibt es viele Seiten zu dieser Person in der Wikipedia, die davon auch betroffen sind und entsprechend aktualisiert werden müssen. Beispiele: Namenübersichtsseite, Geburtsjahr, Geburtsort-Seiten und viele mehr.
Wie finde ich die betroffenen Seiten?
Im Suchfeld auf der linken Seite gibt man den Suchbegriff so ein: „Vorname Nachname“. Dann klickt man auf Volltext und alle Seiten mit entsprechendem Suchtext werden aufgerufen. Hier sieht man dann schnell, wo auch das Todesjahr Sinn macht oder sogar ein Teil des Artikels angepasst werden muss. Auch hilft das „Werkzeug“ auf der linken Seite sehr gut, um solche Seiten aufzufinden: „Links auf diese Seite“. Somit ist die Wikipedia wieder aktuell in allen Bereichen! Hinweis: bei Eintragung der Kategorie „Gestorben JAHR“ wird der Missbrauchsfilter 49 ausgelöst, was jedoch nicht schlimm ist. Siehe: Spezial:Missbrauchsfilter/49
Dies ist eine Liste von im dritten Quartal 1973 verstorbenen bekannten Persönlichkeiten. Die Einträge erfolgen innerhalb der einzelnen Daten alphabetisch sortiert. Tiere sind im Nekrolog für Tiere zu finden.

## Juli
| Tag      | Name                                    | Beruf, bekannt als                                                                               | Alter | Beleg |
| -------- | --------------------------------------- | ------------------------------------------------------------------------------------------------ | ----- | ----- |
| 1. Juli  | Isabel Clifton Cookson                  | australische Paläobotanikerin und Palynologin                                                    | 79    |       |
| 1. Juli  | Laurens Hammond                         | US-amerikanischer Geschäftsmann und Erfinder der Hammondorgel                                    | 78    |       |
| 1. Juli  | Karl-Ferdinand Reuss                    | deutscher Rechtsanwalt                                                                           | 65    |       |
| 2. Juli  | Theodor Bögel                           | deutscher Klassischer Philologe und Gymnasiallehrer                                              | 97    |       |
| 2. Juli  | Johann Deininger                        | deutscher Politiker (NSDAP), MdR                                                                 | 77    |       |
| 2. Juli  | William Bell Dinsmoor                   | US-amerikanischer Klassischer Archäologe und Architekturhistoriker                               | 86    |       |
| 2. Juli  | Mario Franzil                           | italienischer Politiker (DC)                                                                     | 63    |       |
| 2. Juli  | Betty Grable                            | US-amerikanische Schauspielerin und Pin-up-Girl                                                  | 56    |       |
| 2. Juli  | Mordaunt Hall                           | US-amerikanisch-britischer Filmkritiker und Journalist                                           | 94    |       |
| 2. Juli  | Else Hoppe                              | deutsche Literaturwissenschaftlerin                                                              | 75    |       |
| 2. Juli  | Georg Richard Kinat                     | deutscher Politiker (SPD), MdB                                                                   | 84    |       |
| 2. Juli  | Jonas Kriščiūnas                        | sowjetisch-litauischer Agronom, Imker, sowjetischer Politiker                                    | 85    |       |
| 2. Juli  | George Macready                         | US-amerikanischer Theater- und Filmschauspieler                                                  | 73    |       |
| 2. Juli  | Swede Savage                            | US-amerikanischer Autorennfahrer                                                                 | 26    |       |
| 2. Juli  | Luigi Piero Schettini                   | italienischer Komponist                                                                          | 64    |       |
| 2. Juli  | Ferdinand Schörner                      | deutscher Offizier, zuletzt Generalfeldmarschall im Zweiten Weltkrieg                            | 81    |       |
| 3. Juli  | Karel Ančerl                            | tschechoslowakischer Dirigent                                                                    | 65    |       |
| 3. Juli  | Vladimír Bažant                         | tschechoslowakischer Chemiker                                                                    | 53    |       |
| 3. Juli  | Wally Westmore                          | britisch-amerikanischer Maskenbildner                                                            | 67    |       |
| 4. Juli  | Max Hermann Bork                        | deutscher Offizier, zuletzt Generalleutnant im Zweiten Weltkrieg                                 | 74    |       |
| 4. Juli  | Eric Hatch                              | US-amerikanischer Autor von Drehbüchern, Kurzgeschichten und Romanen                             | 71    |       |
| 4. Juli  | Maria Lauber                            | Schweizer Lehrerin und Schriftstellerin                                                          | 81    |       |
| 4. Juli  | Erwin Leuchter                          | argentinischer Musikwissenschaftler und Dirigent                                                 | 70    |       |
| 4. Juli  | Leonid Stein                            | sowjetischer Großmeister im Schach                                                               | 38    |       |
| 5. Juli  | John W. Boehne junior                   | US-amerikanischer Politiker                                                                      | 78    |       |
| 5. Juli  | Charles R. Howell                       | US-amerikanischer Politiker                                                                      | 69    |       |
| 5. Juli  | Harry Oliver                            | US-amerikanischer Art Director, Szenenbildner, Architekt und Designer                            | 85    |       |
| 5. Juli  | Erich Rahn                              | Pionier des Jiu Jitsu- und Judo-Sports in Deutschland                                            | 88    |       |
| 6. Juli  | Joe E. Brown                            | US-amerikanischer Schauspieler                                                                   | 81    |       |
| 6. Juli  | Lisel Bruggmann                         | Schweizer Kommunistin                                                                            | 72    |       |
| 6. Juli  | Adam Ebner                              | deutscher Politiker (KPD), MdR                                                                   | 79    |       |
| 6. Juli  | Bruce Campbell Hopper                   | Pilot im Ersten Weltkrieg, Zeitungsreporter, Autor, Historiker und Dozent                        | 80    |       |
| 6. Juli  | Josef Keim                              | deutscher Gymnasiallehrer und Heimatforscher in Bayern                                           | 89    |       |
| 6. Juli  | Otto Klemperer                          | deutscher Dirigent und Komponist                                                                 | 88    |       |
| 6. Juli  | Adolfo Mejía                            | kolumbianischer Komponist                                                                        | 68    |       |
| 6. Juli  | Gerd Morell                             | deutscher Schlagersänger und Schlagzeuger                                                        | 44    |       |
| 7. Juli  | Giacomo Alberti                         | Schweizer Architekt                                                                              | 76    |       |
| 7. Juli  | Max Andreae                             | deutscher Manager und Wehrwirtschaftsführer                                                      | 86    |       |
| 7. Juli  | Hans Dill                               | deutscher Politiker (SPD), MdR                                                                   | 86    |       |
| 7. Juli  | Diego del Gastor                        | spanischer Flamenco-Gitarrist                                                                    | 65    |       |
| 7. Juli  | Max Horkheimer                          | deutscher Philosoph und Soziologe                                                                | 78    |       |
| 7. Juli  | Veronica Lake                           | amerikanische Schauspielerin                                                                     | 50    |       |
| 7. Juli  | Seán Mac Eoin                           | irischer Generalleutnant und Politiker (Sinn Féin, Cumann na nGaedheal und Fine Gael)            | 79    |       |
| 7. Juli  | Hermann Mester                          | deutscher Politiker (SPD), MdBB                                                                  | 85    |       |
| 7. Juli  | Karl Justus Obenauer                    | deutscher Germanist, SS-Hauptsturmführer                                                         | 85    |       |
| 7. Juli  | Vicente Tuason                          | Schweizer Manager und Jurist                                                                     | 69    |       |
| 7. Juli  | Paul Woldstedt                          | deutscher Geologe                                                                                | 84    |       |
| 8. Juli  | Bruno Buzek                             | österreichischer Architekt                                                                       | 61    |       |
| 8. Juli  | Arthur Calwell                          | australischer Politiker                                                                          | 76    |       |
| 8. Juli  | Gene L. Coon                            | US-amerikanischer Drehbuchautor und Fernsehproduzent                                             | 49    |       |
| 8. Juli  | Ben-Zion Dinur                          | israelischer Historiker und Politiker                                                            | 89    |       |
| 8. Juli  | Harry Edward                            | britischer Leichtathlet                                                                          | 75    |       |
| 8. Juli  | Klaus von Rosenstiel                    | deutscher Agrarwissenschaftler, Genetiker, Botaniker, Hochschullehrer und SS-Führer              | 68    |       |
| 8. Juli  | Lothar Zirngiebl                        | deutscher Entomologe und Schulleiter                                                             | 70    |       |
| 9. Juli  | Theanolte Bähnisch                      | deutsche Juristin, Verwaltungsbeamtin und Politikerin (SPD)                                      | 74    |       |
| 9. Juli  | Hans Bols                               | deutscher Politiker (DP, CDU), MdL                                                               | 73    |       |
| 9. Juli  | Wolfgang Günther Fischer                | deutscher Bibliothekar                                                                           | 67    |       |
| 9. Juli  | Walter Klose                            | deutscher Architekt                                                                              | 94    |       |
| 9. Juli  | Iwan Iwanowitsch Machonin               | russischer Flugzeugkonstrukteur und Erfinder (Cracken)                                           |       |       |
| 9. Juli  | Mae Nolan                               | US-amerikanische Politikerin                                                                     | 86    |       |
| 9. Juli  | Mário de Noronha                        | portugiesischer Degenfechter                                                                     | 88    |       |
| 9. Juli  | John Ross Roach                         | kanadischer Eishockeytorwart und -trainer                                                        | 73    |       |
| 9. Juli  | Gerard de Vries Lentsch                 | niederländischer Segler                                                                          | 89    |       |
| 9. Juli  | Hugo Weigold                            | deutscher Zoologe und Ökologe                                                                    | 87    |       |
| 10. Juli | Karl Adler                              | deutscher Musikwissenschaftler                                                                   | 83    |       |
| 10. Juli | Scott R. Beal                           | US-amerikanischer Regie-Assistent                                                                | 83    |       |
| 10. Juli | José García y Goldaraz                  | spanischer Geistlicher, Bischof von Orihuela-Alicante, Erzbischof von Valladolid                 | 79    |       |
| 10. Juli | Karl Loewenstein                        | US-amerikanischer Staats- und Verfassungsrechtler und Politologe deutscher Herkunft              | 81    |       |
| 11. Juli | Alfred Amstad                           | Schweizer Bergsteiger                                                                            | 61    |       |
| 11. Juli | Awerki Borissowitsch Aristow            | sowjetischer Politiker und Diplomat                                                              | 69    |       |
| 11. Juli | George Giles                            | neuseeländischer Radrennfahrer                                                                   | 59    |       |
| 11. Juli | Ludwik Gintel                           | polnischer Fußballspieler                                                                        | 73    |       |
| 11. Juli | Maurycy Janowski                        | polnischer Schriftsteller, Drehbuchautor und Dramaturg                                           | 53    |       |
| 11. Juli | Walter Krüger                           | deutscher General der Panzertruppe im Zweiten Weltkrieg                                          | 81    |       |
| 11. Juli | Filinto Müller                          | brasilianischer Politiker                                                                        | 73    |       |
| 11. Juli | Kalervo Oberg                           | US-amerikanischer Anthropologe finnischer Herkunft                                               | 72    |       |
| 11. Juli | Robert Ryan                             | US-amerikanischer Schauspieler                                                                   | 63    |       |
| 11. Juli | August Schnorrenberg                    | deutscher Komponist und Liedtexter                                                               | 84    |       |
| 11. Juli | Wallace Smith                           | US-amerikanischer Boxer                                                                          | 49    |       |
| 11. Juli | Simon Sobeloff                          | US-amerikanischer Jurist, Richter und United States Solicitor General                            | 78    |       |
| 11. Juli | Karl Vernon                             | britischer Ruderer und Rudertrainer                                                              | 93    |       |
| 11. Juli | Yoshiya Nobuko                          | japanische Schriftstellerin                                                                      | 77    |       |
| 11. Juli | Cesare Zerba                            | italienischer Geistlicher, Kardinal der römisch-katholischen Kirche                              | 81    |       |
| 12. Juli | Enrico Del Debbio                       | italienischer Architekt                                                                          | 92    |       |
| 12. Juli | Ellery von Gorrissen                    | deutscher Pilot                                                                                  | 87    |       |
| 12. Juli | Alexander Wassiljewitsch Mossolow       | russischer Komponist                                                                             | 72    |       |
| 12. Juli | Fernando Santiván                       | chilenischer Schriftsteller und Journalist                                                       | 87    |       |
| 12. Juli | Paul Schnurrbusch                       | deutscher Geiger und Konzertmeister                                                              | 89    |       |
| 13. Juli | Michael de la Bédoyère                  | englischer Journalist, Redakteur und Schriftsteller                                              | 73    |       |
| 13. Juli | Lon Chaney junior                       | US-amerikanischer Theater-, Film- und Fernsehschauspieler                                        | 67    |       |
| 13. Juli | Willy Fritsch                           | deutscher Schauspieler                                                                           | 72    |       |
| 13. Juli | Ernst Koch                              | deutscher Bibliothekar und Leiter der Bibliothek der Technischen Hochschule Dresden              | 73    |       |
| 13. Juli | Marțian Negrea                          | rumänischer Komponist                                                                            | 80    |       |
| 13. Juli | Josef Steiner                           | österreichischer Landwirt und Politiker (SPÖ), Abgeordneter zum Nationalrat                      | 71    |       |
| 13. Juli | Ernst Karl Weber                        | schweizerischer Astronom sowie Kartograph                                                        | 92    |       |
| 13. Juli | Alfred Zappe                            | deutscher Architekt und Heraldiker                                                               | 90    |       |
| 14. Juli | Rudolf Bella                            | ungarischer Komponist                                                                            | 82    |       |
| 14. Juli | Olga Brand                              | Schweizer Germanistin, Schriftstellerin und Journalistin                                         | 67    |       |
| 14. Juli | Paul Ehmke                              | deutscher Arzt und Freimaurer                                                                    | 80    |       |
| 14. Juli | Margie Hendrix                          | amerikanische Blues- und Soul-Sängerin                                                           | 38    |       |
| 14. Juli | Francis MacMillen                       | amerikanischer Violinist                                                                         | 87    |       |
| 14. Juli | Luigi Moretti                           | italienischer Architekt                                                                          | 66    |       |
| 14. Juli | Otakar Odložilík                        | tschechischer Historiker                                                                         | 74    |       |
| 14. Juli | Richard Wagner                          | deutscher Agraringenieur und Politiker (NSDAP), MdR                                              | 70    |       |
| 14. Juli | Clarence White                          | US-amerikanischer Bluegrass-Musiker                                                              | 29    |       |
| 15. Juli | Otto Laaber                             | österreichischer Lyriker                                                                         | 38    |       |
| 15. Juli | Otto Lehmann                            | deutscher Politiker (NSDAP), MdR, MdL                                                            | 81    |       |
| 15. Juli | Karl Eman Pribram                       | österreichischer Wirtschaftswissenschaftler                                                      | 95    |       |
| 15. Juli | Solomon M. Schwarz                      | russisch-US-amerikanischer Soziologe                                                             | 90    |       |
| 16. Juli | Jaromír Dolanský                        | tschechoslowakischer stellvertretender Ministerpräsident und Finanzminister                      | 78    |       |
| 16. Juli | Willi Goeke                             | deutscher Politiker (SPD), MdL                                                                   | 69    |       |
| 16. Juli | Serge Mallet                            | französischer Soziologe und Politiker                                                            | 45    |       |
| 16. Juli | Feg Murray                              | US-amerikanischer Leichtathlet                                                                   | 79    |       |
| 16. Juli | Everhard Westermann                     | deutscher Verleger und Verlagsbuchhändler                                                        | 67    |       |
| 17. Juli | Alexander Iwanowitsch Miltschakow       | sowjetischer Politiker und Jugendfunktionär                                                      | 69    |       |
| 17. Juli | Willy Schiller                          | deutscher Szenenbildner                                                                          | 73    |       |
| 18. Juli | Edgar Crasemann                         | Schweizer Agrikulturchemiker und Hochschullehrer                                                 | 77    |       |
| 18. Juli | Walther Davisson                        | deutscher Geiger und Dirigent                                                                    | 87    |       |
| 18. Juli | Johannes Engel                          | deutscher Politiker (NSDAP), MdR, MdL und SS-Führer                                              | 79    |       |
| 18. Juli | Jack Hawkins                            | britischer Schauspieler                                                                          | 62    |       |
| 18. Juli | Joseph Jean                             | Politiker der Liberalen Partei Kanadas                                                           | 83    |       |
| 18. Juli | John Robert Moore                       | amerikanischer Literaturwissenschaftler                                                          | 82    |       |
| 18. Juli | Richard Remer                           | US-amerikanischer Geher                                                                          | 90    |       |
| 18. Juli | Heinz Rosenthal                         | deutscher Lehrer und Heimatforscher                                                              | 67    |       |
| 19. Juli | Julius Balkow                           | deutscher SED-Funktionär, MdV, Minister für Außenhandel und Innerdeutschen Handel der DDR        | 63    |       |
| 19. Juli | Wendelin Freienstein                    | deutscher Jurist und Verwaltungsbeamter                                                          | 64    |       |
| 19. Juli | Willy Jahn                              | deutscher Maler und Grafiker                                                                     | 75    |       |
| 19. Juli | Fergus Morton, Baron Morton of Henryton | britischer Jurist                                                                                | 85    |       |
| 20. Juli | Marta Baedeker                          | deutsche Verlagsbuchhändlerin, Stifterin                                                         | 83    |       |
| 20. Juli | Michail Wassiljewitsch Issakowski       | russischer Dichter                                                                               | 73    |       |
| 20. Juli | Bruce Lee                               | US-amerikanischer Schauspieler und Kampfsportler                                                 | 32    |       |
| 20. Juli | Robert Smithson                         | US-amerikanischer Landart-Künstler                                                               | 35    |       |
| 21. Juli | Ludwig Becker                           | deutscher Politiker (KPD), MdL                                                                   | 80    |       |
| 21. Juli | Denis Black                             | britischer Leichtathlet                                                                          | 75    |       |
| 21. Juli | Ahmed Bouchiki                          | marokkanischer Mann, der aufgrund einer Verwechslung vom israelischen Geheimdienst getötet wurde | 30    |       |
| 21. Juli | Roger Dubos                             | französischer Autorennfahrer                                                                     | 26    |       |
| 21. Juli | Robert Lynn Hogg                        | US-amerikanischer Politiker                                                                      | 79    |       |
| 21. Juli | Hans-Peter Joisten                      | deutscher Autorennfahrer                                                                         | 31    |       |
| 21. Juli | Gretl Löwinger                          | österreichische Volksschauspielerin, Autorin und Regisseurin                                     | 53    |       |
| 21. Juli | Carl Rückert                            | deutscher Justizbeamter und Politiker                                                            | 89    |       |
| 22. Juli | Larry Finnegan                          | US-amerikanischer Sänger                                                                         | 34    |       |
| 22. Juli | Karl Weinrich                           | deutscher Politiker (NSDAP), MdR, MdL, Gauleiter von Kurhessen                                   | 85    |       |
| 23. Juli | Gustav Bergmann                         | deutscher Jurist und Politiker (LDP)                                                             | 82    |       |
| 23. Juli | Josef Feurstein                         | österreichischer Politiker (ÖVP), Landtagsabgeordneter zum Vorarlberger Landtag                  | 86    |       |
| 23. Juli | Albert Lang                             | deutscher römisch-katholischer Theologe und Geistlicher                                          | 82    |       |
| 23. Juli | Günther Probszt                         | deutscher Historiker und Archivar                                                                | 85    |       |
| 23. Juli | Edward Vernon Rickenbacker              | US-amerikanischer Jagdflieger im Ersten Weltkrieg                                                | 82    |       |
| 23. Juli | Hans Joachim Staude                     | deutscher Maler                                                                                  |       |       |
| 23. Juli | Thomas Stryken                          | norwegischer Radrennfahrer                                                                       | 79    |       |
| 23. Juli | Naciye Suman                            | türkische Fotografin                                                                             | 92    |       |
| 23. Juli | David Meredith Seares Watson            | britischer Paläontologe                                                                          | 87    |       |
| 24. Juli | Hans Appel                              | deutscher Fußballspieler                                                                         | 62    |       |
| 24. Juli | Holmes E. Dager                         | US-amerikanischer Offizier, Generalmajor der US Army                                             | 80    |       |
| 24. Juli | Konstantinos Dovas                      | griechischer General und Ministerpräsident                                                       | 74    |       |
| 24. Juli | Adolf Hoffmeister                       | tschechischer Journalist, Schriftsteller, Politiker, Gelehrter                                   | 70    |       |
| 25. Juli | Otto Bredt                              | deutscher Unternehmensberater und Wirtschaftsprüfer                                              | 85    |       |
| 25. Juli | Michael Davern                          | irischer Politiker (Fianna Fáil)                                                                 | 73    |       |
| 25. Juli | Heinz Friebe                            | deutscher Ingenieur und Manager                                                                  | 70    |       |
| 25. Juli | Amy Jacques Garvey                      | US-amerikanische Journalistin, Vorkämpferin der panafrikanischen Bewegung                        | 77    |       |
| 25. Juli | Louis Saint-Laurent                     | kanadischer Politiker, Premierminister                                                           | 91    |       |
| 25. Juli | Georgios Skouzes                        | griechischer Tennisspieler                                                                       | 82    |       |
| 26. Juli | Hans Albert Einstein                    | schweizerisch-US-amerikanischer Bauingenieur, Professor, Sohn Albert Einsteins                   | 69    |       |
| 26. Juli | Rudolf Häusler                          | österreichischer Kaufmann                                                                        | 79    |       |
| 26. Juli | Alois Klughammer                        | deutscher Politiker (CSU), MdL                                                                   | 60    |       |
| 26. Juli | Martin Mährlein                         | deutscher Politiker (SPD), MdA                                                                   | 80    |       |
| 26. Juli | Abdou Sidikou                           | nigrischer Politiker und Diplomat                                                                |       |       |
| 26. Juli | John Stol                               | niederländischer Radrennfahrer                                                                   | 88    |       |
| 26. Juli | William Lindsay White                   | US-amerikanischer Journalist, Verleger und Schriftsteller                                        | 73    |       |
| 27. Juli | James MacKerras Macdonnell              | kanadischer Rechtsanwalt und Politiker                                                           | 88    |       |
| 27. Juli | Raffaele Mattioli                       | italienischer Bankier, Volkswirt und Verleger                                                    | 78    |       |
| 28. Juli | Mary Ellen Chase                        | US-amerikanische Schriftstellerin und Hochschullehrerin                                          | 86    |       |
| 28. Juli | Birgit Engell                           | dänische Opernsängerin (Sopran)                                                                  | 90    |       |
| 28. Juli | Nikolaus Wasser                         | deutscher Kommunist und Widerstandskämpfer                                                       | 66    |       |
| 28. Juli | Walter Zimmermann                       | deutscher Diplomat                                                                               | 76    |       |
| 29. Juli | Hans-Joachim Büttner                    | deutscher Schauspieler bei Bühne und Film                                                        | 72    |       |
| 29. Juli | Henri Charrière                         | französischer Schriftsteller                                                                     | 66    |       |
| 29. Juli | Cecil Griffiths                         | britischer Leichtathlet                                                                          | 72    |       |
| 29. Juli | Max Gubler                              | Schweizer Maler                                                                                  | 75    |       |
| 29. Juli | Francisco Manyanga                      | mosambikanischer Widerstandskämpfer                                                              | 42    |       |
| 29. Juli | Julio Adalberto Rivera Carballo         | salvadorianischer Politiker                                                                      | 51    |       |
| 29. Juli | Werner Schlagge                         | deutscher Tontechniker                                                                           | 62    |       |
| 29. Juli | Ulrich Senger                           | deutscher Ingenieur und Hochschullehrer                                                          | 73    |       |
| 29. Juli | Roger Williamson                        | britischer Automobilrennfahrer                                                                   | 25    |       |
| 29. Juli | Heinrich Wolf                           | deutscher Politiker der SPD                                                                      | 82    |       |
| 30. Juli | Aref al-Aref                            | palästinensisch-arabischer Politiker, Journalist und Historiker                                  |       |       |
| 30. Juli | James Carroll                           | irischer Politiker                                                                               |       |       |
| 30. Juli | René Francillon                         | Schweizer Maler                                                                                  | 96    |       |
| 30. Juli | Erich Katz                              | deutschamerikanischer Musikwissenschaftler, Komponist, Musikkritiker und Musiker                 | 72    |       |
| 30. Juli | Helmut Meier                            | deutscher Lehrer und Germanist                                                                   | 75    |       |
| 30. Juli | Louis Pons                              | französischer Autorennfahrer                                                                     | 58    |       |
| 30. Juli | Bruno Sommerer                          | deutscher Gewerkschafter                                                                         | 66    |       |
| 31. Juli | Theodor Averberg                        | deutscher Priester der katholischen Kirche                                                       | 94    |       |
| 31. Juli | Carl Croneiß                            | deutscher Politiker (NSDAP), MdR                                                                 | 82    |       |
| 31. Juli | Felix Iversen                           | finnischer Mathematiker                                                                          | 85    |       |
| 31. Juli | Alfred Matusche                         | deutscher Dramatiker                                                                             | 63    |       |
| 31. Juli | George Maybee                           | kanadischer Organist, Chorleiter und Musikpädagoge                                               | 60    |       |
| 31. Juli | Guido Morselli                          | italienischer Schriftsteller                                                                     | 60    |       |
| 31. Juli | Chester M. Wiggin Jr.                   | amerikanischer Jurist                                                                            |       |       |
| 31. Juli | Shadrach Woods                          | US-amerikanischer Architekt                                                                      | 50    |       |
| Juli     | Wilhelm Denninger                       | deutscher Architekt                                                                              | 74    |       |
| Juli     | Adolf Vetter                            | deutscher Fußballspieler                                                                         | 54    |       |
| Juli     | Josef Walter                            | Schweizer Kunstturner                                                                            | 71    |       |

## August
| Tag        | Name                                    | Beruf, bekannt als                                                                                     | Alter | Beleg |
| ---------- | --------------------------------------- | --- | ----- | ----- |
| 1. August  | Jan Domela                              | US-amerikanischer Künstler und Illustrator                                                             | 78    |       |
| 1. August  | Dolores Hitchens                        | US-amerikanische Schriftstellerin                                                                      | 65    |       |
| 1. August  | Gian Francesco Malipiero                | italienischer Komponist und Musikwissenschaftler                                                       | 91    |       |
| 1. August  | Walter Ulbricht                         | deutscher Politiker (SPD, USPD, KPD, SED), MdR, MdV, Staatsratsvorsitzender der DDR                    | 80    |       |
| 1. August  | Frederick Worlock                       | britischer Theater- und Filmschauspieler                                                               | 86    |       |
| 2. August  | Hugo Canditt                            | deutscher Jurist                                                                                       | 92    |       |
| 2. August  | Richard Gerlach                         | deutscher Zoologe, Schriftsteller und Völkerkundler                                                    | 74    |       |
| 02. August | Jón Jónsson                             | isländischer Schwimmer und Wasserballspieler                                                           | 65    |       |
| 2. August  | Julio Meinvielle                        | katholischer Priester und argentinischer Schriftsteller                                                | 67    |       |
| 2. August  | Jean-Pierre Melville                    | französischer Filmregisseur und Drehbuchautor                                                          | 55    |       |
| 2. August  | Jakob Renneisen                         | deutscher Politiker (SPD), MdL                                                                         | 73    |       |
| 3. August  | Günther Blum                            | deutscher Politiker (NSDAP) und HJ-Führer                                                              | 68    |       |
| 3. August  | Erich Diestel                           | deutscher Generalleutnant im Zweiten Weltkrieg                                                         | 80    |       |
| 3. August  | Charles Winstead                        | US-amerikanischer Mitarbeiter des FBI                                                                  | 82    |       |
| 4. August  | Rudolf Benkendorff                      | deutscher Meteorologe in der Luftwaffe der Wehrmacht und später Präsident des Deutschen Wetterdienstes | 82    |       |
| 4. August  | Heinrich Bürcky                         | deutscher Infanterieoffizier, zuletzt Generalmajor im Zweiten Weltkrieg                                | 78    |       |
| 4. August  | Eddie Condon                            | US-amerikanischer Gitarrist                                                                            | 67    |       |
| 4. August  | Gustav Freij                            | schwedischer Ringer                                                                                    | 51    |       |
| 4. August  | Joseph Garland                          | US-amerikanischer Kardiologe, Herausgeber The New England Journal of Medicine                          | 80    |       |
| 4. August  | Hans Jensen                             | deutscher Sprachwissenschaftler                                                                        | 88    |       |
| 4. August  | Erich Manhardt                          | österreichischer Bankmanager                                                                           | 70    |       |
| 5. August  | M. Agejew                               | russischer pseudonymer Autor                                                                           | 74    |       |
| 5. August  | Barbette                                | US-amerikanischer Trapezkünstler                                                                       | 73    |       |
| 5. August  | Eugen Hertel                            | deutscher Politiker (SPD), MdL                                                                         | 80    |       |
| 5. August  | Olga Schekulina                         | sowjetische Malerin                                                                                    | 72    |       |
| 6. August  | Richard Abelein                         | deutscher Tierarzt und Hochschullehrer                                                                 | 82    |       |
| 6. August  | Fulgencio Batista                       | kubanischer Politiker, Staatspräsident und Diktator von Kuba                                           | 72    |       |
| 6. August  | Memphis Minnie                          | US-amerikanische Bluesmusikerin                                                                        | 76    |       |
| 06. August | Kurt Schwarz                            | deutscher Landrat in Bayreuth                                                                          | 85    |       |
| 7. August  | Régis Blachère                          | französischer Orientalist, Koranübersetzer                                                             | 73    |       |
| 7. August  | Walter Holscher                         | US-amerikanischer Szenenbildner deutscher Herkunft                                                     | 73    |       |
| 7. August  | Friedrich Rabenschlag                   | deutscher Chorleiter                                                                                   | 71    |       |
| 7. August  | Karl Stiefel                            | deutscher Verwaltungsjurist und Historiker                                                             | 71    |       |
| 8. August  | Dean Corll                              | US-amerikanischer Serienmörder                                                                         | 33    |       |
| 8. August  | Charles Daniels                         | US-amerikanischer Schwimmer                                                                            | 88    |       |
| 8. August  | Wilhelm Fuchs                           | deutscher Bibliothekar und Jurist                                                                      | 87    |       |
| 8. August  | Gösta Jönsson-Frändfors                 | schwedischer Ringer                                                                                    | 57    |       |
| 8. August  | Vilhelm Moberg                          | schwedischer Schriftsteller                                                                            | 74    |       |
| 8. August  | Henrik Nielsen                          | norwegischer Turner                                                                                    | 76    |       |
| 8. August  | Christian Spieler                       | deutscher Jurist                                                                                       | 71    |       |
| 8. August  | José Villalonga                         | spanischer Fußballtrainer                                                                              | 53    |       |
| 8. August  | Nikolaos Zachariadis                    | griechischer Politiker und Ministerpräsident                                                           | 70    |       |
| 9. August  | William Aitken                          | schottischer Fußballspieler und -trainer                                                               | 79    |       |
| 9. August  | Christian Arhoff                        | dänischer Schauspieler                                                                                 | 80    |       |
| 9. August  | Heinrich Fischer                        | deutscher Politiker (SPD), MdL, hessischer Staatsminister                                              | 78    |       |
| 9. August  | Georg Carl Lahusen                      | deutscher Unternehmer                                                                                  | 85    |       |
| 9. August  | Donald Peers                            | walisischer Sänger                                                                                     | 65    |       |
| 9. August  | Stanisław Popławski                     | sowjetischer und polnischer Heerführer, Mitglied des Sejm                                              | 71    |       |
| 9. August  | Ernst Wentzler                          | deutscher Kinderarzt und NS-Euthanasietäter                                                            | 81    |       |
| 10. August | Percival Bailey                         | US-amerikanischer Neurologe, Physiologe und Psychologe                                                 | 81    |       |
| 10. August | Carl August Bodenstein                  | deutscher Chemiker, Fabrikdirektor und Kommunalpolitiker                                               | 73    |       |
| 10. August | Douglas Kennedy                         | US-amerikanischer Schauspieler                                                                         | 57    |       |
| 10. August | Karl Przibram                           | österreichischer Physiker                                                                              | 94    |       |
| 10. August | Curt Rechel                             | deutscher Kapitän zur See, Ritterkreuzträger                                                           | 70    |       |
| 10. August | Martin Schieblich                       | deutscher Veterinär und Hochschullehrer an der Universität Leipzig                                     | 79    |       |
| 11. August | Noël Brunet                             | kanadischer Geiger und Violinlehrer                                                                    | 56    |       |
| 11. August | Peggie Castle                           | US-amerikanische Schauspielerin                                                                        | 45    |       |
| 11. August | Hans Großmann                           | deutscher Mediziner und Hygieniker                                                                     | 78    |       |
| 11. August | Karl Ziegler                            | deutscher Chemiker                                                                                     | 74    |       |
| 12. August | Joseph Eliahu Henkin                    | US-amerikanischer orthodoxer Rabbiner                                                                  | 92    |       |
| 12. August | Walter Rudolf Hess                      | Schweizer Physiologe                                                                                   | 92    |       |
| 12. August | Josef König                             | deutscher Politiker (KPD/SED)                                                                          | 75    |       |
| 12. August | Joseph Viehöver                         | deutscher Journalist                                                                                   | 47    |       |
| 12. August | Muhammad at-Tāhir ibn ʿĀschūr           | tunesischer Religionsgelehrter und Universitätsprofessor                                               | 93    |       |
| 13. August | Ben van Eysselsteijn                    | niederländischer Journalist und Schriftsteller                                                         | 75    |       |
| 13. August | Fritz Metzger                           | Schweizer Architekt                                                                                    | 75    |       |
| 13. August | Paul Scheuermeier                       | Schweizer Romanist und Dialektologe                                                                    | 84    |       |
| 13. August | Josef Schulz                            | österreichischer Volksschullehrer und Maler                                                            | 79    |       |
| 13. August | Paul Stollreither                       | deutscher Maler                                                                                        | 87    |       |
| 14. August | Hans Carstens                           | deutscher FDGB-Funktionär und SED-Funktionär                                                           | 51    |       |
| 14. August | Germaine Golding                        | französische Tennisspielerin                                                                           | 86    |       |
| 14. August | Franz Johann Hofmann                    | deutscher SS-Hauptsturmführer und Schutzhaftlagerführer im KZ Auschwitz                                | 67    |       |
| 14. August | Jeremiah Francis Minihan                | US-amerikanischer Geistlicher, Weihbischof in Boston                                                   | 70    |       |
| 14. August | Jan Ewangelista Nowicki                 | polnischer römisch-katholischer Bischof                                                                | 78    |       |
| 14. August | Hans Vogel                              | deutscher Kunsthistoriker                                                                              | 76    |       |
| 14. August | Ferdinand Weinhandl                     | österreichischer Philosoph und Psychologe                                                              | 77    |       |
| 14. August | Bruno Wittig                            | Landtagsabgeordneter Volksstaat Hessen                                                                 | 88    |       |
| 15. August | Hanns Ernst Jäger                       | österreichischer Schauspieler                                                                          | 63    |       |
| 15. August | Rudolf Kriß                             | deutscher Volkskundler                                                                                 | 70    |       |
| 15. August | Edgar Ludlow-Hewitt                     | britischer Luftwaffenoffizier                                                                          | 87    |       |
| 15. August | Armin Sturmberger                       | österreichischer Architekt                                                                             | 81    |       |
| 15. August | Edward Turner                           | britischer Ingenieur und Geschäftsmann                                                                 | 72    |       |
| 16. August | Renato Angiolillo                       | italienischer Journalist, Politiker und Filmregisseur                                                  | 72    |       |
| 16. August | Maximilian Bobinger                     | deutscher Lehrer und Wissenschaftshistoriker                                                           | 78    |       |
| 16. August | Veda Ann Borg                           | US-amerikanische Schauspielerin                                                                        | 58    |       |
| 16. August | Hans Helmcke                            | deutscher Bordellbesitzer, West-Berliner Halbweltgröße                                                 | 56    |       |
| 16. August | Hans Pfann                              | österreichischer Architekt                                                                             | 82    |       |
| 16. August | Erich Recknagel                         | deutscher Skispringer                                                                                  | 68    |       |
| 16. August | Oskar Stampfli                          | Schweizer Lehrer und Politiker                                                                         | 87    |       |
| 16. August | Selman Abraham Waksman                  | US-amerikanischer Biochemiker                                                                          | 85    |       |
| 17. August | Conrad Aiken                            | US-amerikanischer Schriftsteller und Pulitzer-Preisträger                                              | 84    |       |
| 17. August | Jean Barraqué                           | französischer Komponist                                                                                | 45    |       |
| 17. August | Hans-Georg Benthack                     | deutscher Generalmajor                                                                                 | 79    |       |
| 17. August | Eve Miller                              | US-amerikanische Filmschauspielerin                                                                    | 50    |       |
| 17. August | Fred Offenhauser                        | amerikanischer Automobilingenieur und Mechaniker                                                       | 84    |       |
| 17. August | Günther Pancke                          | deutscher SS-Obergruppenführer, Höherer SS- und Polizeiführer in Dänemark                              | 74    |       |
| 17. August | Arthur W. Radford                       | US-amerikanischer Admiral der United States Navy                                                       | 77    |       |
| 17. August | Clarence Shaw                           | US-amerikanischer Jazztrompeter                                                                        | 47    |       |
| 17. August | William Vontobel                        | Schweizer Politiker (LdU)                                                                              | 64    |       |
| 17. August | Dawson Walker                           | schottischer Fußballtrainer                                                                            | 57    |       |
| 17. August | Theodor Werner                          | deutscher Politiker (SPD), MdL                                                                         | 89    |       |
| 17. August | Paul Williams                           | US-amerikanischer Tenorsänger                                                                          | 34    |       |
| 17. August | Alfred Wolters                          | deutscher Kunsthistoriker                                                                              | 88    |       |
| 18. August | Hermann Beermann                        | deutscher Gewerkschaftsführer                                                                          | 69    |       |
| 18. August | François Bonlieu                        | französischer Skirennläufer                                                                            | 36    |       |
| 18. August | Basil Brooke, 1. Viscount Brookeborough | britischer Politiker                                                                                   | 85    |       |
| 18. August | Leonard Philip Cowley                   | US-amerikanischer römisch-katholischer Geistlicher, Weihbischof in Saint Paul and Minneapolis          | 60    |       |
| 18. August | Eugen Hartung                           | Schweizer Maler und Illustrator                                                                        | 76    |       |
| 18. August | Franz Hillinger                         | Architekt des Neuen Bauens                                                                             | 78    |       |
| 18. August | Hans Hilti                              | liechtensteinischer Metzgermeister und Politiker                                                       | 71    |       |
| 18. August | Axel Janse                              | schwedischer Turner                                                                                    | 85    |       |
| 18. August | Tatjana Maximowna Minajewa              | russisch-sowjetische Prähistorikerin und Hochschullehrerin                                             | 73    |       |
| 18. August | Pipo Peteln                             | österreichischer Künstler                                                                              | 80    |       |
| 19. August | Paul Aellen                             | Schweizer Botaniker                                                                                    | 77    |       |
| 19. August | Heikki Hirvonen                         | finnischer Skisportler                                                                                 | 78    |       |
| 19. August | Marcellina von Kuenburg                 | deutsche Psychologin, Kinder- und Jugendtherapeutin und Heilpraktikerin                                | 90    |       |
| 19. August | Brew Moore                              | US-amerikanischer Jazz-Saxophonist                                                                     | 49    |       |
| 19. August | Hermine Peine                           | deutsche Politikerin (SPD), MdHB                                                                       | 91    |       |
| 20. August | Luiza Andaluz                           | portugiesische katholische Ordensschwester                                                             | 96    |       |
| 20. August | Josef Becker                            | deutscher Unternehmer und Erfinder                                                                     | 76    |       |
| 20. August | Werner Bloch                            | deutscher Politiker (SPD), MdA                                                                         | 83    |       |
| 20. August | Manfred Fürst                           | deutscher Schauspieler                                                                                 | 78    |       |
| 20. August | Arno Hübner                             | deutscher Verwaltungsjurist                                                                            | 79    |       |
| 21. August | Emory Stephen Bogardus                  | US-amerikanischer Soziologe                                                                            | 91    |       |
| 21. August | Bill Harris                             | US-amerikanischer Jazz-Posaunist                                                                       | 56    |       |
| 21. August | Kristinn Eyjólfur Andrésson             | isländischer Verleger und Literaturwissenschaftler                                                     | 72    |       |
| 22. August | Thomas Ryum Amlie                       | US-amerikanischer Politiker                                                                            | 76    |       |
| 22. August | Nuri Dersimi                            | kurdischer Politiker und Anführer                                                                      |       |       |
| 22. August | Olivier Harty de Pierrebourg            | französischer Staatsmann und Compagnon de la Libération                                                | 65    |       |
| 22. August | Stanton Macdonald-Wright                | US-amerikanischer Maler                                                                                | 83    |       |
| 22. August | Josef Schnorbach                        | deutscher Verwaltungsangestellter und Politiker (CDU), Oberbürgermeister von Koblenz                   | 80    |       |
| 23. August | Carl Julius Abegg                       | Schweizer Textilindustrieller und Bankier                                                              | 82    |       |
| 23. August | Jiří Bednář                             | tschechischer Philosoph                                                                                | 37    |       |
| 23. August | Günther Hadank                          | deutscher Schauspieler und Theaterregisseur                                                            | 80    |       |
| 23. August | Hellmuth Kneser                         | deutscher Mathematiker                                                                                 | 75    |       |
| 23. August | Gustav August Munzer                    | deutscher Architekt                                                                                    | 86    |       |
| 23. August | Anton Scholand                          | deutscher Lehrer und Rektor, Heimatforscher, Archäologe, Flurnamen-Sammler und Autor                   | 83    |       |
| 24. August | Werner Böhme                            | deutscher Mediziner und Hochschullehrer                                                                | 71    |       |
| 24. August | Mabel Purefoy FitzGerald                | britische Physiologin und klinische Pathologin                                                         | 101   |       |
| 24. August | Georg Häring                            | deutscher Politiker (SPD), hessischer Staatsminister                                                   | 88    |       |
| 24. August | Claire Rufer                            | Schweizer Architektin                                                                                  | 58    |       |
| 24. August | Sláva Vorlová                           | tschechische Pianistin, Dirigentin und Komponistin                                                     | 79    |       |
| 25. August | Friedrich Dickmann                      | deutscher Kommunalpolitiker, Oberbürgermeister von Marburg                                             | 76    |       |
| 25. August | Karl-Hermann Flach                      | deutscher Journalist, Essayist und Politiker (FDP), MdB                                                | 43    |       |
| 25. August | Willi Lassen                            | deutscher Pädagoge und Autor                                                                           |       |       |
| 26. August | Charles Andresen                        | deutscher Politiker (SPD), Mitglied der Stadtverordnetenversammlung von Groß-Berlin                    | 70    |       |
| 26. August | Rudolf Benda                            | deutscher Ingenieur und Politiker (CDU)                                                                | 74    |       |
| 26. August | Paul Henkels                            | deutscher Tierarzt und Hochschullehrer                                                                 | 80    |       |
| 26. August | Johannes Kjærbøl                        | dänischer Politiker (Socialdemokraterne)                                                               | 87    |       |
| 26. August | Carl Lerner                             | US-amerikanischer Filmeditor und Filmregisseur                                                         | 61    |       |
| 26. August | Marques Rebelo                          | brasilianischer Schriftsteller                                                                         | 66    |       |
| 27. August | Serge Andolenko                         | französischer General russisch-ukrainischer Herkunft                                                   | 66    |       |
| 27. August | Georg Borttscheller                     | deutscher Politiker (FDP), MdBB und Journalist                                                         | 77    |       |
| 27. August | Biagio Budelacci                        | italienischer römisch-katholischer Geistlicher und Weihbischof in Frascati                             | 85    |       |
| 27. August | Carlo Mollino                           | italienischer Architekt und Designer                                                                   | 68    |       |
| 27. August | Juan Matías Solá y Farrell              | spanischer römisch-katholischer Ordensgeistlicher                                                      | 89    |       |
| 28. August | Natale Evola                            | US-amerikanischer Mafiaboss in New York                                                                | 66    |       |
| 28. August | Armand-Léon Müller                      | französischer Kanoniker und Romanist                                                                   | 72    |       |
| 28. August | Walter Romberg                          | deutscher Maler und Radierer                                                                           | 75    |       |
| 29. August | Romeo Bertini                           | italienischer Leichtathlet                                                                             | 80    |       |
| 29. August | Vladimiro Boric Crnosija                | chilenischer Ordenspriester und römisch-katholischer Bischof                                           | 68    |       |
| 29. August | Arnold Cissarz                          | deutscher Mineraloge, Lagerstättenkundler und Hochschullehrer                                          | 73    |       |
| 29. August | Stringer Davis                          | englischer Schauspieler                                                                                | 74    |       |
| 29. August | Michael Dunn                            | US-amerikanischer Film- und Theaterschauspieler                                                        | 38    |       |
| 29. August | Joseph Erxleben                         | US-amerikanischer Langstreckenläufer                                                                   | 83    |       |
| 29. August | Paul Fechner                            | deutscher Politiker (SPD)                                                                              | 79    |       |
| 29. August | Franz Runge                             | deutscher Chemiker (Technische Chemie)                                                                 | 79    |       |
| 29. August | William Gurdon Stirling                 | britischer General                                                                                     | 66    |       |
| 29. August | Hardy Worm                              | Journalist und Satiriker                                                                               | 77    |       |
| 30. August | Toni Birkmeyer                          | österreichischer Balletttänzer und Choreograf                                                          | 76    |       |
| 30. August | Robert Défossé                          | französischer Fußballtorhüter                                                                          | 64    |       |
| 30. August | Herbert Kranz                           | deutscher Schriftsteller                                                                               | 81    |       |
| 30. August | Helmut Ruska                            | deutscher Mediziner und Pionier der Elektronenmikroskopie                                              | 65    |       |
| 31. August | John Ford                               | US-amerikanischer Filmregisseur und Filmproduzent                                                      | 79    |       |
| 31. August | Fritz Harders                           | deutscher Industrieller und Manager                                                                    | 64    |       |
| 31. August | Elisabeth Hoffmann                      | deutsche Künstlerin                                                                                    | 58    |       |
| 31. August | Laureano Vallenilla Lanz                | venezolanischer Politiker                                                                              | 61    |       |
| August     | Charlie Elgar                           | US-amerikanischer Jazz-Bandleader                                                                      | 94    |       |

## September
| Tag           | Name                               | Beruf, bekannt als                                                                                              | Alter | Beleg |
| ------------- | ---------------------------------- | --- | ----- | ----- |
| 1. September  | Maurice Destenay                   | belgischer Politiker                                                                                            | 73    |       |
| 1. September  | Toby Morris                        | US-amerikanischer Politiker                                                                                     | 74    |       |
| 1. September  | Emmanuel Peillet                   | französischer Literatur- und Philosophielehrer, Schriftsteller, Fotograf                                        | 59    |       |
| 1. September  | Agnes Petersen                     | dänische Stummfilmschauspielerin                                                                                | 67    |       |
| 1. September  | Nikolaj Rytjkov                    | russischer Schauspieler, Esperantist und Moderator                                                              | 59    |       |
| 1. September  | John Ridley Stroop                 | US-amerikanischer Psychologe                                                                                    | 76    |       |
| 1. September  | Arthur Vivian Watkins              | US-amerikanischer Politiker (Republikanische Partei)                                                            | 86    |       |
| 2. September  | Nils Andersson                     | schwedischer Schwimmer                                                                                          | 83    |       |
| 2. September  | Arnold Bolle                       | Schweizer Politiker (PPN)                                                                                       | 91    |       |
| 2. September  | Friedrich Doldinger                | deutscher Anthroposoph und Pfarrer der Christengemeinschaft                                                     | 75    |       |
| 2. September  | Wesley A. D’Ewart                  | US-amerikanischer Politiker                                                                                     | 83    |       |
| 2. September  | Walter Forstmann                   | deutscher U-Bootkommandant des Ersten Weltkrieges                                                               | 90    |       |
| 2. September  | Fritz Grobba                       | deutscher Diplomat                                                                                              | 87    |       |
| 2. September  | Julius Herburger                   | deutscher Maler                                                                                                 | 73    |       |
| 2. September  | J. R. R. Tolkien                   | britischer Schriftsteller und Philologe                                                                         | 81    |       |
| 3. September  | Hans Aschhoff                      | deutscher NSDAP-Funktionär                                                                                      | 73    |       |
| 3. September  | Iet van Dijk                       | niederländische Judenretterin                                                                                   | 53    |       |
| 3. September  | Kurt Dülfer                        | deutscher Historiker und Archivar                                                                               | 65    |       |
| 3. September  | Walter Hensen                      | deutscher Bauingenieur, Rektor der Technischen Hochschule Hannover                                              | 72    |       |
| 3. September  | Albert Nicholas                    | US-amerikanischer Jazz-Klarinettist                                                                             | 73    |       |
| 3. September  | Hermann Pinnow                     | deutscher Althistoriker und Gymnasiallehrer                                                                     | 89    |       |
| 3. September  | Rufino Jiao Santos                 | philippinischer Geistlicher, Kardinal und Erzbischof von Manila                                                 | 65    |       |
| 3. September  | Hubert von Wangenheim              | Flottillenadmiral der Bundeswehr                                                                                | 68    |       |
| 4. September  | Didi Blumer                        | Schweizer Hauswirtschaftslehrerin                                                                               | 90    |       |
| 4. September  | Willy Haas                         | deutscher Publizist und Literaturkritiker                                                                       | 82    |       |
| 4. September  | Konoe Hidemaro                     | japanischer Komponist klassischer Musik und Dirigent                                                            | 74    |       |
| 4. September  | Henri Jeannin                      | französisch-deutscher Rennfahrer und Unternehmer                                                                | 101   |       |
| 4. September  | Franz Kürschner                    | deutscher Maler und Grafiker                                                                                    |       |       |
| 4. September  | Elise Ottesen-Jensen               | norwegisch-schwedische Sexualaufklärerin, Sozialreformerin, Journalistin und anarchistische Aktivistin          | 87    |       |
| 4. September  | Dorothy Tarrant                    | britische Altphilologin                                                                                         | 88    |       |
| 5. September  | Hans Demmelmeier                   | deutscher Politiker (CSU), MdL, MdB                                                                             | 86    |       |
| 5. September  | John Ferraby                       | britischer Autor                                                                                                | 59    |       |
| 5. September  | Ernst Hanhart                      | Schweizer Mediziner und Rassentheoretiker                                                                       | 82    |       |
| 5. September  | Valle Rautio                       | finnischer Leichtathlet                                                                                         | 52    |       |
| 5. September  | Roy Wood Sellars                   | US-amerikanischer Philosoph                                                                                     | 93    |       |
| 5. September  | Gustav Sondermann                  | deutscher Arzt und Publizist                                                                                    | 78    |       |
| 6. September  | Eduard Bergmann                    | deutscher Unternehmer, Verbandsfunktionär und dänischer Honorarkonsul                                           | 75    |       |
| 6. September  | J. Vaughan Gary                    | US-amerikanischer Politiker (Demokratische Partei)                                                              | 81    |       |
| 6. September  | Helene Kaisen                      | deutsche Politikerin (SPD)                                                                                      | 84    |       |
| 7. September  | Franz Beckert                      | deutscher Turner                                                                                                | 66    |       |
| 7. September  | Gilmour Boa                        | kanadischer Sportschütze                                                                                        | 49    |       |
| 7. September  | Hans Lorbeer                       | deutscher Schriftsteller                                                                                        | 72    |       |
| 7. September  | Enric Madriguera                   | US-amerikanischer Latin Jazz Bigband-Leader                                                                     | 71    |       |
| 8. September  | Gerhart Husserl                    | deutsch-US-amerikanischer Rechtsphilosoph                                                                       | 79    |       |
| 8. September  | Rafajel Israjeljan                 | armenisch-sowjetischer Architekt                                                                                | 64    |       |
| 8. September  | Herrmann Mostar                    | deutscher Schriftsteller                                                                                        | 72    |       |
| 8. September  | Ferdinand Schröppel                | deutscher Apotheker                                                                                             | 71    |       |
| 8. September  | Gretel Schulte-Hostedde            | deutsche Bildhauerin und Keramikerin                                                                            | 71    |       |
| 8. September  | Fred Ziegellaub                    | Medizinstudent                                                                                                  | 66    |       |
| 9. September  | Samuel Nathaniel Behrman           | US-amerikanischer Schriftsteller                                                                                | 80    |       |
| 9. September  | Céliny Chailley-Richez             | französische Pianistin und Musikpädagogin                                                                       | 89    |       |
| 9. September  | Louis Lozowick                     | ukrainisch-amerikanischer Maler, Zeichner, Lithograf und Autor                                                  | 80    |       |
| 9. September  | Erich Mercker                      | deutscher Landschaftsmaler                                                                                      | 81    |       |
| 9. September  | Giovanni Ricci                     | italienischer Mathematiker                                                                                      | 69    |       |
| 9. September  | Sergei Konstantinowitsch Tumanski  | sowjetischer Triebwerkskonstrukteur                                                                             | 72    |       |
| 9. September  | Wilhelm Vocke                      | deutscher Finanzfachmann und Bundesbankpräsident                                                                | 87    |       |
| 10. September | Stanislao Di Chiara                | italienischer Turner                                                                                            | 81    |       |
| 10. September | Allan Gray                         | österreichischstämmiger Komponist in Deutschland und Großbritannien                                             | 71    |       |
| 10. September | Josef Lang                         | deutscher Widerstandskämpfer (SAPD)                                                                             | 71    |       |
| 10. September | Theo Memmel                        | Oberbürgermeister von Würzburg während der Zeit des Nationalsozialismus (1933–1945)                             | 81    |       |
| 11. September | Salvador Allende                   | chilenischer Arzt und Präsident                                                                                 | 65    |       |
| 11. September | Edward E. Evans-Pritchard          | britischer Sozialanthropologe                                                                                   | 70    |       |
| 11. September | Rudolf Hiden                       | österreichischer und französischer Fußballtorhüter                                                              | 64    |       |
| 11. September | Jochen Kuhlmey                     | deutscher Schauspieler, Bühnen- und Drehbuchautor                                                               | 60    |       |
| 11. September | Neem Karoli Baba                   | indischer Guru von Ram Dass (Richard Alpert)                                                                    |       |       |
| 11. September | Leo Norpoth                        | deutscher Mediziner und Medizinhistoriker                                                                       | 72    |       |
| 11. September | Augusto Olivares                   | chilenischer Journalist                                                                                         | 43    |       |
| 11. September | Elmer Schoettle                    | US-amerikanischer Pianist, Komponist, Musikpädagoge und -wissenschaftler                                        | 63    |       |
| 11. September | Ellen Thorbecke                    | niederländische Zeitungsreporterin, Schriftstellerin und Fotografin                                             | 71    |       |
| 12. September | Mario Bianchi                      | italienischer Radrennfahrer                                                                                     | 67    |       |
| 12. September | Johan Dankmeijer                   | niederländischer Anatom                                                                                         | 65    |       |
| 12. September | Ernst Guggenheimer                 | deutscher Architekt jüdischer Herkunft                                                                          | 93    |       |
| 12. September | Adrian Haydon                      | englischer Tischtennisspieler                                                                                   |       |       |
| 12. September | Clemens Kost                       | deutscher Politiker (Zentrum, CDU), MdL                                                                         | 70    |       |
| 12. September | Gaston Mottet                      | französischer Automobilrennfahrer                                                                               | 73    |       |
| 12. September | Marjorie Merriweather Post         | US-amerikanische Unternehmerin und Gründerin der Firma General Foods                                            | 86    |       |
| 12. September | Otto Nebel                         | deutscher Maler, Dichter und Schauspieler                                                                       | 80    |       |
| 12. September | Walter Nickel                      | deutscher Bankpräsident                                                                                         | 71    |       |
| 12. September | Arthur Qvist                       | norwegischer Reiter und SS-Sturmbannführer                                                                      | 77    |       |
| 12. September | Horst Schröder                     | deutscher Strafrechtler                                                                                         | 60    |       |
| 12. September | Armas Toivonen                     | finnischer Marathonläufer                                                                                       | 74    |       |
| 12. September | Luitpold Werz                      | deutscher Botschafter                                                                                           | 66    |       |
| 13. September | Karl Bessenich                     | deutscher Botaniker, Landschafts-, Figuren- und Blumenmaler sowie Anthroposoph                                  | 80    |       |
| 13. September | Max Fechner                        | deutscher Politiker (SPD, USPD, SED), MdL, MdV, Minister für Justiz der DDR                                     | 81    |       |
| 13. September | Betty Field                        | US-amerikanische Schauspielerin                                                                                 | 60    |       |
| 13. September | August Lehmann                     | Schweizer Fußballspieler                                                                                        | 64    |       |
| 13. September | Joseph Lekens                      | belgischer Eishockeyspieler                                                                                     | 62    |       |
| 13. September | Julio Martínez Oyanguren           | uruguayischer klassischer Gitarrist                                                                             | 72    |       |
| 13. September | Werner Simon                       | deutscher Germanist                                                                                             | 73    |       |
| 13. September | Hans Wahl                          | Schweizer Dichter                                                                                               | 71    |       |
| 14. September | Georg Ewald                        | deutscher Politiker (SED), MdV, Minister für Land-, Forst- und Nahrungsgüterwirtschaft der DDR                  | 46    |       |
| 14. September | Rolf Lüdecke                       | deutscher Politiker (SED), Partei- und Landwirtschaftsfunktionär                                                | 49    |       |
| 14. September | Edil Rosenqvist                    | finnischer Ringer                                                                                               | 80    |       |
| 14. September | Albert Skira                       | Schweizer Verleger                                                                                              | 69    |       |
| 14. September | Emma Steiger                       | Schweizer Juristin und Frauenrechtlerin                                                                         | 78    |       |
| 14. September | Vladimír Syrovátka                 | tschechoslowakischer Kanute und Kanusporttrainer                                                                | 65    |       |
| 14. September | Ludwik Turowski                    | polnischer Radrennfahrer                                                                                        | 72    |       |
| 15. September | Herbert Albert                     | deutscher Dirigent und Kapellmeister                                                                            | 69    |       |
| 15. September | Yves Dautun                        | französischer Komponist und Schriftsteller                                                                      | 70    |       |
| 15. September | John Holmes Dingle                 | US-amerikanischer Mediziner                                                                                     | 64    |       |
| 15. September | Rafael Franco                      | paraguayischer Major und Staatspräsident (1936–1937)                                                            | 76    |       |
| 15. September | Ramón de la Fuente                 | spanischer Fußballspieler und -trainer                                                                          | 65    |       |
| 15. September | Gustav VI. Adolf                   | König von Schweden                                                                                              | 90    |       |
| 15. September | Ernst-Eberhard Hell                | deutscher Offizier, General der Artillerie im Zweiten Weltkrieg, Mitglied des Nationalkomitees Freies Deutsc... | 85    |       |
| 15. September | Max Kneissl                        | deutscher Geodät                                                                                                | 66    |       |
| 15. September | Roy H. McVicker                    | US-amerikanischer Politiker                                                                                     | 49    |       |
| 15. September | Wladimir d’Ormesson                | französischer Schriftsteller und Diplomat                                                                       | 85    |       |
| 15. September | Heinrich Seywald                   | deutscher Generalmajor der Luftwaffe im Zweiten Weltkrieg                                                       | 78    |       |
| 15. September | Max Zimmering                      | deutscher Schriftsteller                                                                                        | 63    |       |
| 16. September | Josef Aicher                       | österreichischer Architekt                                                                                      | 91    |       |
| 16. September | Heinrich Bott                      | deutscher Gymnasiallehrer und Landeshistoriker                                                                  | 76    |       |
| 16. September | Jean-Georges Branche               | französischer Automobilrennfahrer                                                                               | 67    |       |
| 16. September | Leonard Carmichael                 | US-amerikanischer Psychologe und Universitätspräsident                                                          | 74    |       |
| 16. September | Kurt Fehr                          | deutscher Landrat                                                                                               | 76    |       |
| 16. September | Hermann Finsterlin                 | deutscher Architekt, Maler, Dichter, Essayist, Spielzeugmacher und Komponist                                    | 86    |       |
| 16. September | William Theodore Heard             | schottischer Kardinal der römisch-katholischen Kirche                                                           | 89    |       |
| 16. September | Víctor Jara                        | chilenischer Sänger, Musiker und Theaterregisseur                                                               | 40    |       |
| 16. September | Erich Lawall                       | deutscher Jurist                                                                                                | 74    |       |
| 17. September | Anton Dey                          | deutscher Politiker (SPD), MdL                                                                                  | 80    |       |
| 17. September | Eugenio Garza Sada                 | mexikanischer Unternehmer                                                                                       | 81    |       |
| 17. September | Oskar Halecki                      | polnischer Historiker                                                                                           | 82    |       |
| 17. September | Kurt Moritz                        | deutscher Kriminalpolizist und Geheimdienstmitarbeiter                                                          | 71    |       |
| 17. September | Marianna Radev                     | jugoslawisch-kroatische Altistin                                                                                | 59    |       |
| 17. September | Christopher Steel                  | britischer Diplomat                                                                                             | 70    |       |
| 17. September | Wilhelm Steudte                    | deutscher Politiker (SED)                                                                                       | 76    |       |
| 17. September | Dmitri Iwanowitsch Tschesnokow     | sowjetischer Politiker                                                                                          | 62    |       |
| 17. September | Kurt Wagner                        | deutscher Germanist und Volkskundler                                                                            | 82    |       |
| 17. September | Otto Winter                        | österreichischer Politiker (SPÖ), Abgeordneter zum Nationalrat                                                  | 71    |       |
| 17. September | Hugo Winterhalter                  | US-amerikanischer Musiker, Bandleader, Arrangeur und Musikproduzent                                             | 64    |       |
| 18. September | Adam Adrio                         | deutscher Musikwissenschaftler                                                                                  | 72    |       |
| 18. September | Remo Bertoni                       | italienischer Radrennfahrer                                                                                     | 64    |       |
| 18. September | Charles Horman                     | US-amerikanischer Journalist und Dokumentarfilmer                                                               | 31    |       |
| 18. September | Théo Lefèvre                       | belgischer Politiker und Premierminister                                                                        | 59    |       |
| 18. September | Wilhelm Rombach                    | deutscher Politiker (CDU), Oberbürgermeister und Regierungspräsident von Aachen                                 | 89    |       |
| 18. September | Péter Vályi                        | ungarischer Chemieingenieur, Politiker sowie Finanzminister                                                     | 53    |       |
| 18. September | Mary Wigman                        | deutsche Tänzerin, Choreografin und Tanzpädagogin                                                               | 86    |       |
| 19. September | Paul Dickopf                       | deutscher Kriminalist, Präsident des Bundeskriminalamtes (1965–1971)                                            | 63    |       |
| 19. September | Paul Engelmeier                    | deutscher Jurist, Verwaltungsbeamter und Museumsdirektor                                                        | 85    |       |
| 19. September | Gram Parsons                       | US-amerikanischer Country-Rock-Musiker                                                                          | 26    |       |
| 19. September | Konstantin Radaković               | österreichischer Philosoph und Soziologe                                                                        | 89    |       |
| 19. September | Peter Schütte                      | deutscher Schauspieler und Sänger                                                                               | 62    |       |
| 19. September | Urban John Vehr                    | US-amerikanischer Geistlicher, Erzbischof von Denver                                                            | 82    |       |
| 19. September | Helmut Werner                      | deutscher Astronom                                                                                              | 68    |       |
| 20. September | Jim Croce                          | US-amerikanischer Singer-Songwriter                                                                             | 30    |       |
| 20. September | Herbert Grau                       | österreichischer Volksbildner                                                                                   | 57    |       |
| 20. September | Robert S. Hartman                  | US-amerikanischer Logiker und Philosoph                                                                         | 63    |       |
| 20. September | Erling Jensen                      | norwegischer Turner                                                                                             | 82    |       |
| 20. September | Thomas Liessem                     | langjähriger Kölner Karnevalspräsident                                                                          | 73    |       |
| 20. September | Eddie Murphy                       | US-amerikanischer Eisschnellläufer                                                                              | 68    |       |
| 20. September | Semjon Spiridonowitsch Ramischwili | sowjetischer Konteradmiral                                                                                      | 70    |       |
| 20. September | Glenn Strange                      | US-amerikanischer Schauspieler, Sänger und Filmkomponist                                                        | 74    |       |
| 20. September | Hermann Suida                      | österreichischer Chemiker                                                                                       | 86    |       |
| 20. September | Ben Webster                        | US-amerikanischer Tenorsaxophonist des Jazz                                                                     | 64    |       |
| 21. September | Hans Halden                        | deutscher Schauspieler bei Bühne und Film                                                                       | 85    |       |
| 21. September | William Plomer                     | südafrikanisch-britischer Schriftsteller                                                                        | 69    |       |
| 21. September | František Josef Prokop             | tschechischer Schachkomponist und Schachspieler                                                                 | 72    |       |
| 21. September | Lidija Andrejewna Ruslanowa        | sowjetische Folkloresängerin                                                                                    | 72    |       |
| 21. September | Wolfgang Schoedel                  | deutscher Physiologe, Direktor des Max-Planck-Instituts in Göttingen                                            | 67    |       |
| 22. September | Charles Harold Dodd                | englischer Theologe und Bibelwissenschaftler                                                                    | 89    |       |
| 22. September | Pierre Gardette                    | französischer Romanist und Dialektologe                                                                         | 67    |       |
| 22. September | Fritz Gersbach                     | Schweizer Chorleiter und Komponist                                                                              | 79    |       |
| 22. September | Juri Issajewitsch Jankelewitsch    | russischer Violinlehrer                                                                                         | 64    |       |
| 22. September | Charles Previn                     | US-amerikanischer Filmkomponist, Musikdirektor und Dirigent                                                     | 85    |       |
| 22. September | Eugen Schädler                     | liechtensteinischer Politiker (FBP) und Unternehmer                                                             | 74    |       |
| 22. September | Paul van Zeeland                   | belgischer Politiker                                                                                            | 79    |       |
| 23. September | Eduard Berend                      | deutscher Germanist                                                                                             | 89    |       |
| 23. September | Karl Egon V. zu Fürstenberg        | österreichischer und deutscher Hochadeliger und SS-Obersturmführer                                              | 82    |       |
| 23. September | Sibille Hartmann                   | deutsche Politikerin (Zentrum, CDU)                                                                             | 83    |       |
| 23. September | Ernest Klee                        | sudetendeutscher Dramatiker und Lyriker                                                                         | 84    |       |
| 23. September | Alexander Sutherland Neill         | britischer Reformpädagoge                                                                                       | 89    |       |
| 23. September | Pablo Neruda                       | chilenischer Schriftsteller                                                                                     | 69    |       |
| 23. September | M. Philips Price                   | britischer Politiker (Labour)                                                                                   | 88    |       |
| 23. September | Adolf Strübe                       | deutscher Maler                                                                                                 | 91    |       |
| 23. September | Fuller Warren                      | US-amerikanischer Politiker, Gouverneur von Florida                                                             | 67    |       |
| 24. September | Ted Adams                          | US-amerikanischer Schauspieler                                                                                  | 83    |       |
| 24. September | Jack Arbour                        | kanadischer Eishockeyspieler und Trainer                                                                        | 75    |       |
| 24. September | Josué de Castro                    | brasilianischer Arzt, Schriftsteller und Kämpfer gegen Hunger                                                   | 65    |       |
| 24. September | Alfred Günzel                      | deutscher Politiker (FDP), MdA                                                                                  | 72    |       |
| 24. September | Klement Ortloph                    | deutscher Politiker (CSU) und Mitglied des Bayerischen Landtags                                                 | 83    |       |
| 24. September | Werner Pfirter                     | Schweizer Motorradrennfahrer                                                                                    | 26    |       |
| 24. September | Nikolai Nikolajewitsch Schukow     | sowjetischer Grafiker                                                                                           | 64    |       |
| 25. September | Rudolf Bäumer                      | deutscher Politiker (SPD), MdB                                                                                  | 71    |       |
| 25. September | Jean Bosler                        | französischer Astronom, Astrophysiker und -chemiker                                                             | 95    |       |
| 25. September | James Brooker                      | US-amerikanischer Leichtathlet                                                                                  | 71    |       |
| 25. September | Emil Demmerle                      | deutscher Politiker (CDU), MdL                                                                                  | 51    |       |
| 25. September | Giovanni D’Orlandi                 | italienischer Diplomat                                                                                          | 55    |       |
| 25. September | Michael Gough                      | britischer Archäologe                                                                                           | 57    |       |
| 25. September | Erich Koestermann                  | deutscher Klassischer Philologe                                                                                 | 72    |       |
| 25. September | Wolfgang Mersmann                  | deutscher Steuerjurist und Präsident des Bundesfinanzhofs                                                       | 71    |       |
| 25. September | Jovan Ružić                        | serbisch-jugoslawischer Fußballspieler                                                                          | 74    |       |
| 25. September | Robert Walkenhorst                 | deutscher Politiker (SPD), MdL                                                                                  | 81    |       |
| 26. September | Boris von Bodisco                  | deutscher Architekt und Maler                                                                                   | 76    |       |
| 26. September | Ralph Earnhardt                    | US-amerikanischer NASCAR-Fahrer                                                                                 | 45    |       |
| 26. September | Bernard Etté                       | deutscher Kapellmeister und Violinist                                                                           | 75    |       |
| 26. September | Jules Alfred Giess                 | französischer Maler                                                                                             | 72    |       |
| 26. September | Valéry Inkijinoff                  | international tätiger Schauspieler russischer Herkunft                                                          | 78    |       |
| 26. September | Anna Magnani                       | italienische Schauspielerin und Oscarpreisträgerin                                                              | 65    |       |
| 26. September | Heinz Oehler                       | deutscher Gewerkschafter (FDGB), Vorsitzender IG Druck und Papier, Direktor der Gewerkschaftshochschule „Fri... | 53    |       |
| 26. September | Melville Rogers                    | kanadischer Eiskunstläufer                                                                                      | 74    |       |
| 26. September | Anton Schnack                      | deutscher Schriftsteller                                                                                        | 81    |       |
| 26. September | Karl Weber                         | Schweizer Unternehmer                                                                                           | 60    |       |
| 27. September | Lore Mallachow                     | deutsche Schriftstellerin                                                                                       | 78    |       |
| 27. September | Štefan Osuský                      | slowakischer Jurist, Diplomat, Politiker und Universitätsprofessor                                              | 84    |       |
| 28. September | Walter Ahrendt                     | deutscher Architekt                                                                                             | 72    |       |
| 28. September | Beatrice May Baker                 | englische Schuldirektorin und Internationalistin                                                                | 97    |       |
| 28. September | Marcel Colleu                      | französischer Radrennfahrer                                                                                     | 76    |       |
| 28. September | Norma Crane                        | US-amerikanische Schauspielerin                                                                                 | 44    |       |
| 28. September | Ivo Hauptmann                      | deutscher Maler                                                                                                 | 87    |       |
| 28. September | Frank Dunn Kern                    | US-amerikanischer Botaniker und Phytopathologe                                                                  | 90    |       |
| 28. September | Walter Stams                       | deutscher Politiker (SPD), MdL                                                                                  | 75    |       |
| 28. September | Aaron Zeitlin                      | polnisch-US-amerikanischer Schriftsteller                                                                       | 75    |       |
| 29. September | W. H. Auden                        | englischer Schriftsteller, der 1946 die amerikanische Staatsbürgerschaft annahm                                 | 66    |       |
| 29. September | Hermann Dünow                      | deutscher Politiker (KPD/SED) und Widerstandskämpfer                                                            | 75    |       |
| 29. September | John Eggert                        | deutscher physikalischer Chemiker                                                                               | 82    |       |
| 29. September | Allan Flanders                     | britischer Soziologe                                                                                            | 63    |       |
| 29. September | Peter C. Granata                   | US-amerikanischer Politiker                                                                                     | 74    |       |
| 29. September | Domenico Sandrini                  | italienischer Skispringer und Skilangläufer                                                                     | 90    |       |
| 29. September | John David Smith                   | kanadischer Ruderer                                                                                             | 74    |       |
| 29. September | Ernst Wossidlo                     | deutscher Baumeister und Bildhauer                                                                              | 88    |       |
| 30. September | Walter Abendroth                   | deutscher Komponist, Redakteur und Musikschriftsteller                                                          | 77    |       |
| 30. September | Joachim Gragert                    | deutscher Gewerkschaftsfunktionär                                                                               | 53    |       |
| 30. September | Walther von Hollander              | deutscher Schriftsteller                                                                                        | 81    |       |
| 30. September | Elias Hurwicz                      | jüdisch-russischer Soziologe                                                                                    | 89    |       |
| 30. September | Li Yuying                          | chinesischer Landwirt und Pädagoge                                                                              | 92    |       |
| 30. September | Alois Müller                       | Schweizer Politiker (KVP/CVP)                                                                                   | 82    |       |
| 30. September | Paavo Talvela                      | finnischer General                                                                                              | 76    |       |
| 30. September | Archer Taylor                      | amerikanischer Volkskundler                                                                                     | 83    |       |
| September     | Botho Bauch                        | deutscher Jurist und Staatsbeamter                                                                              | 75    |       |
| September     | Nol van Berckel                    | niederländischer Fußballspieler                                                                                 | 82    |       |
| September     | Phillip Carmichael                 | australisch Rugby-Union-Spieler                                                                                 | 89    |       |
| September     | Emérico Hirschl                    | ungarischer Fußballspieler und -trainer                                                                         | 73    |       |
| September     | Jerry Wald                         | US-amerikanischer Klarinettist und Bandleader                                                                   | 55    |       |